# Кульбаба осіння
Кульба́ба осі́ння, або крим-саги́з (Taraxacum hybernum) — багаторічна рослина чагарникового типу родини айстрових. Зростає у помірному поясі.

## Опис
Трав'яниста латексна каучуконосна рослина заввишки до 20 см. Листки довгасто-ланцетні, зібрані в прикореневу розетку. Квітки жовті зібрані в один кошик, розміщені на кінці прямостоячого порожнього стебла.
Невибаглива щодо ґрунту й освітлення рослина. Може виростати на засолених ділянках.

## Ареал
Вид поширений в Болгарії, Туреччині і в Криму.
В Україні зростає на пагорбах, сухих кам'янистих схилах — в південному Криму (від Балаклави до Судака) на висоті до 500 м н.р.м.; на о. Зміїному в Чорному морі. Каучуконосна. Входить до переліку видів, які перебувають під загрозою зникнення на території м. Севастополя.

## Використання
Придатність для одержання каучуку встановлена ученим-ботаніком Михайлом Івановичим Котовим разом з В. І. Черкасовим. На нову каучуконосну рослину першим звернув увагу в 1931 році Михайло Іванович. Цей вид було введено в культуру. На той час він відіграв значну роль у народному господарстві, а ім'я вченого було занесено до Почесної книги ВДНГ СРСР. Стійке плантаційне господарство крим-сагизу можливе на території Криму, а також на поливних землях Узбекистану і Казахстану.
Молоді квітки можуть бути використані в їжу. Трава, а також коріння, або тільки квітки кульбаби осінньої використовують для заварювання чаю. Висушене й обсмажене коріння іноді слугує замінником кави.